# Yellowjackets
A Yellowjackets: amerikai fúziós dzsesszegyüttes. Mintegy 30 ötlet közül választották ki a Yellowjackets nevet, ami magyarul egy fényes, sárga dzsekit jelent, de fontosabb, hogy a szó célzás is a darázsra.
Chick Corea, a Return to Forever, Jeff Lorber óta van fusion, de a szót a kiadók alkották. A fusion lényege talán a zenei hatások mixtúrája. Igazából minden zenei stílus lehet fusion a beboptól a swingig.

## Pályakép
Harminc éve vannak a színpadon, és úgy zenélnek, mint a harmincévesek!
Zenészek
Russell Ferrante, Bob Mintzer, William Kennedy, Dane Alderson, Robben Ford.

## Lemezek
- 1981: Yellowjackets
- 1983: Mirage a Trois
- 1985: Samurai Samba
- 1986: Shades
- 1987: Four Corners
- 1988: Politics
- 1989: The Spin
- 1991: Greenhouse
- 1992: Live Wires
- 1993: Like a River
- 1994: Run for Your Life
- 1995: Dreamland
- 1997: Blue Hats
- 1998: Club Nocturne
- 2001: Mint Jam
- 2003: Time Squared

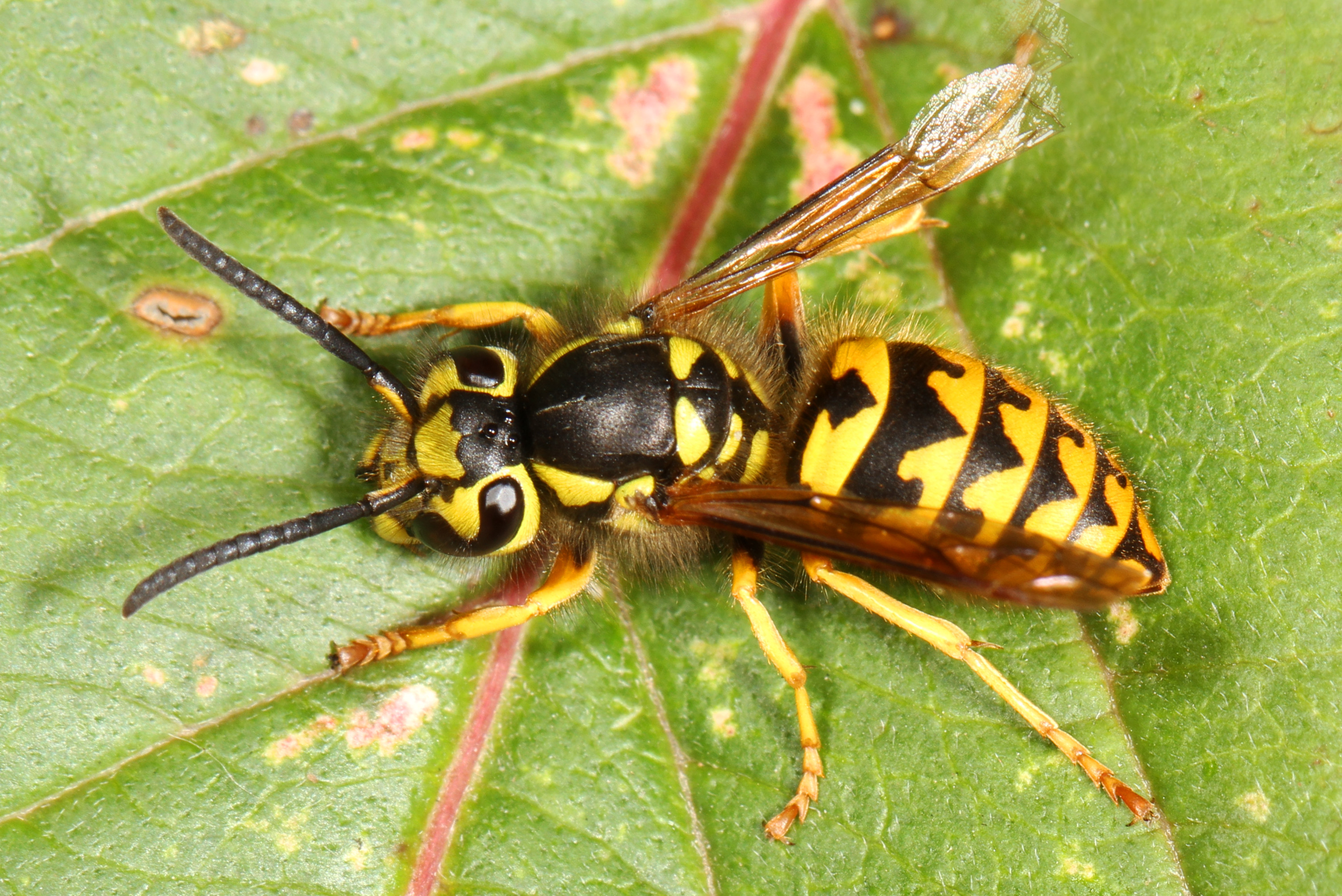
Yellowjackets

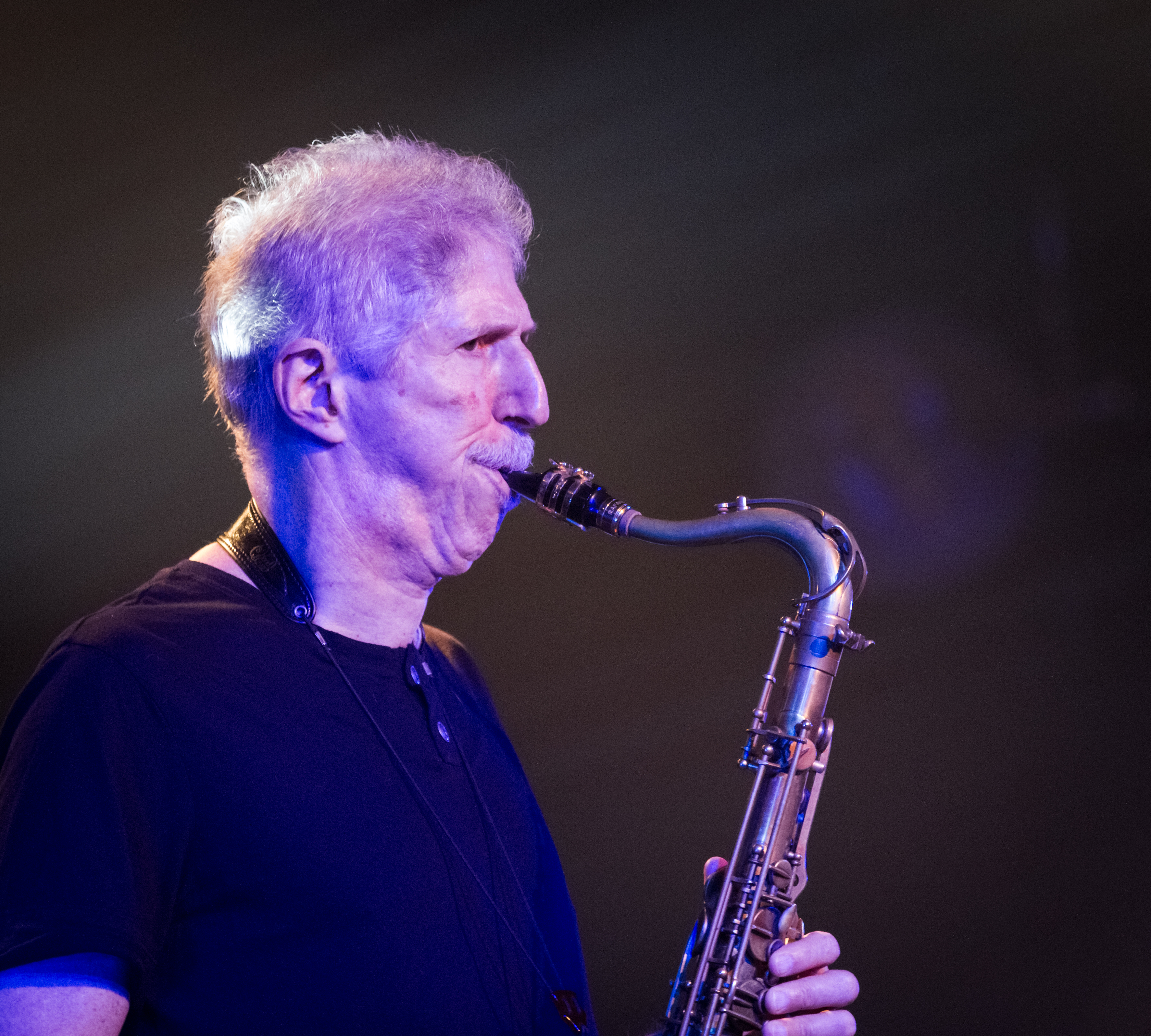
Bob Mintzer

- 2003: Peace Round: A Christmas Celebration
- 2005: Altered State
- 2006: Twenty-Five
- 2008: Lifecycle
- 2011: Timeline
- 2013: A Rise in the Road
- 2016: Cohearence
- 2018: Raising Our Voice
- 2020: Jackets XL

## Díjak
Grammy-díj
- Grammy-díj: Best R&B Instrumental Performance|R&B Instrumental Performance: "And You Know That" (1987)
- Grammy-díj: Best Jazz Fusion Performance|Jazz Fusion Performance: Politics (1989)

Grammy jelölés
- Jazz Fusion Performance: Mirage a Trois (1984), Four Corners (1987)
- Grammy Award for Best Contemporary Jazz Album|Contemporary Jazz Performance: Greenhouse (1992), Like a River (1994), Run for Your Life (1995), Dreamland (1996), Club Nocturne (1999)
- Grammy jelölés for Best Contemporary Jazz Album|Contemporary Jazz Album: Mint Jam (2003), Time Squared (2004), Lifecycle (2009)
- Grammy jelölés for Best Jazz Instrumental Album|Jazz Instrumental Performance: The Spin (1990)
- Grammy jelölés for Best Instrumental Composition|Instrumental Composition: "Claire's Closet", Russell Ferrante (2009), "Civil War", Bob Mintzer (2014)